# مطار فينيتسا الدولي
مطار فينيتسا الدولي (بالأوكرانية: Міжнародний Аеропорт Вінниця) و (بالإنجليزية: Vinnytsia International Airport)‏ (إياتا: VIN، إيكاو: UKWW) يقع المطار الأوكراني الدولي على بعد 7.5 كم شرق محطة فينيتسيا للسكك الحديدية و 10 كم من وسط المدينة فينيتسا أوبلاست

## روابط خارجية
- الموقع الرسمي لمطار فينيتسا الدولي